# مسلم بن عقیل
مسلم بن عقیل بن ابی‌طالب (نام کامل به عربی: مسلم بن عقیل بن أبی طالب بن عبد المطلب الهاشمی القُرشی؛ ۱۲ ه‍.ق – ۹ ذی الهجه ۶۰ ه‍.ق)، بر اساس روایت منابع اسلامی فرزند عقیل بن ابی‌طالب، برادرزاده علی، پسرعموی حسین بن علی و سفیر وی در کوفه بود. او در هنگام قیام عاشورا برای بررسی اوضاع و بیعت گرفتن از مردم از جانب حسین به کوفه رفت.
کتب اسلامی زمان مشخصی برای ولادت او ذکر نمی‌نمایند، اما قرائن موجود، ولادت او را در بین سال‌های ۷ تا ۱۲ هجری اثبات می‌کند؛ یعنی در هنگام مرگ بین ۴۸ تا ۵۲ سال داشته است. از آغاز کودکی، در میان جوانان بنی‌هاشم بخصوص در کنار حسن و حسین، پسران علی، بزرگ شد. مسلم با یکی از دختران علی به نام رقیه ازدواج کرد که همین امر موجب نزدیکی او به خاندان محمد شد. وی در برخی از فتوحات مسلمانان از جمله جنگ صفین حضور داشت. بعد از روی کار آمدن عبیدالله در کوفه و وحشت کوفیان از او، مردم از اطراف مسلم پراکنده شدند. مسلم دستگیر شد و ابن زیاد دستور داد تا سر او را از بدنش جدا کنند و در ذی‌الهجه اواخر سال ۶۰ هجری کشته شد.

## پدر و مادر مسلم
مسلم فرزند عقیل بن ابی‌طالب، برادر علی و دومین فرزند ابوطالب است. وی فرزندان زیادی داشت. برخی از مورخان تعداد فرزندان او را ۱۸ تن و برخی دیگر آن‌ها را ۲۰ تن شمرده‌اند. مادر مسلم از سرزمین نبط و خاندان آل‌فرزندا بود. نبطیان ساکنان قدیم سرزمینی بودند که عراق را دربر می‌گرفت و در مجاورت حجاز بود که همگی کشاورز بودند. در این‌که نبطیان عرب بودند یا عجم، بین تاریخ نگاران اختلاف نظر وجود دارد. برخی آن‌ها را عرب دانسته‌اند و از نام پادشاهان آن‌ها به این نتیجه رسیده‌اند؛ برخی دیگر معتقدند آنان بازماندگان آشوریان می‌باشند. نام دقیق مادر مسلم در تاریخ نیامده است. برخی بر این باور هستند که او کنیزی بود که عقیل او را در شام خریداری کرده است. عده‌ای او را حلیه و عده‌ای دیگر، علیه و برخی دیگر او را حلبه خوانده‌اند.

## خانواده مسلم
مسلم در خانواده فقیری به دنیا آمد و از همان آغاز کودکی در نزد اهل بیت بود. پدرش دانشمند قریش بود اما چون زبان برنده در بیان خاندان بنی‌امیه داشت مورد سرزنش قریشیان بود. مسلم در جنگ حنین به همراه علی و پسر عمویش عباس حضور داشت.

## سرپرست خانواده عقیل
بنابر منابع تاریخی اهل سنت، مسلم حدود ۱۸ سال داشت که پدرش عقیل درگذشت و خانواده پرجمعیت خود را بدون سرپرست باقی گذاشت. از آن پس سرپرستی خانواده به‌عهده مسلم و برادرانش بود. عقیل در زمانی که یزید خلافت جامعه مسلمانان را به دست گرفته‌بود چشم از جهان فروبست. تاریخ درگذشت او را ۵۰ هجری گفته‌اند.

## جوانی مسلم
مسلم پس از مرگ پدرش و مسئولیت سرپرستی خانواده، تصمیم گرفت برای اداره خانواده خود قطعه زمینی را که از پدرش برجای مانده‌بود بفروشد و زندگی را سامان دهد. چون هر کسی توان خرید آن زمین را نداشت مسلم نزد معاویه رفت و آن را به معاویه فروخت. مدتی گذشت و خبر این معامله به حسین رسید. وی از معاویه خواست تا زمین را به بنی‌هاشم بازگرداند. دلیل مخالفت حسین با این معامله جلوگیری از گسترش سلطه معاویه به شهر پیامبر و پیشگیری از تسلط او بر بنی‌هاشم بود و صلاح نمی‌دید که قسمتی از شهر پیامبر اسلام به تملک معاویه درآید و زمینه‌های غلبه او بر بنی‌هاشم شکل گیرد.

## ازدواج مسلم و فرزندان
مسلم با دختر عمویش، رقیه بنت علی بن ابی‌طالب ازدواج کرد. این ازدواج موجب نزدیک شدن بیشتر مسلم به خاندان پیامبر اسلام گردید. در نام و تعداد فرزندان مسلم اختلاف زیادی در منابع مربوط به تاریخ‌نگاری به چشم می‌خورد. تعداد فرزندان ذکر شده برای ایشان بین ۲ تا ۱۴ فرزند در تغییر است.

## مدت عمر
اگرچه تاریخ دقیق ولادت مسلم مشخص نیست، اما با در نظر گرفتن سن و فرزندان او که در فوت کردند و نیز با توجه به رویدادهایی که در دوران زندگانی مسلم به وقوع پیوسته و جنگ‌هایی که تاریخ آشکارا از حضور او در آن‌ها نام برده است، می‌توان سن تقریبی او را به هنگام مرگ تخمین زد. برخی گفته‌اند که مسلم هنگام مرگ ۳۵ سال داشته است. اما این عدد نمی‌تواند سن واقعی وی باشد؛ زیرا بنابر آنچه در تاریخ ذکر شده است، او در جنگ صفین نیز حضور داشته است و این جنگ در سال ۳۷ هجری یعنی ۲۳ سال پیش از مرگ او به وقوع پیوسته است. با این حساب مسلم در آن جنگ ۱۲ سال داشته است که بعید به نظر می‌رسد. او در فتوحات زمان خلیفه دوم شرکت داشته است این رویداد حتی اگر در واپسین سال خلافت عمر، یعنی سال ۲۳ رخ داده‌باشد باز هم پیش از ولادت مسلم خواهد بود. پس نمی‌توان نظر مبنی بر ۳۵ سال بودن مدت عمر وی را پذیرفت. در یک جمع‌بندی می‌توان گفت که تولد وی در سال ۷ یا ۹ هجری بوده است و در هنگام مرگ بیش از ۵۰ سال داشته است.

## در دوران خلفا
آنچه تاریخ در دوران سه خلیفه آغازین ابوبکر، عمر و عثمان از طرف مسلم در خاطر دارد مربوط به دوران خلیفه دوم است و شاید نخستین حضور او در عرصه سیاسی، مربوط به همین دوران باشد؛ زیرا با توجه به آنچه در مورد سن و تاریخ ولادت مسلم گفته‌شد او در دوران کوتاه خلافت خلیفه اول چندان سنی نداشته است، بنابراین می‌توان تلاش‌های او در دوران خلافت عمر را نخستین فعالیت سیاسی و اجتماعی او دانست.

## شرکت در فتح بهنسا
مهم‌ترین فعالیت سیاسی مسلم شرکت او در فتح بهنسا است. بهنسا نام منطقه‌ای در آفریقای شمالی است که در مصر بوده و از نظر اقتصادی از جمله مناطق پر درآمد آفریقا به‌شمار می‌رفته است. در این جنگ مسلم همراه دو برادر بزرگش جعفر و علی حضور داشت. در این حمله فضل بن عباس و برادرش، عبدالله بن عباس از یک سو و جعفر عقیل و مسلم بن عقیل از سوی دیگر یورش بردند و جنگ آغاز شد و دو لشکر مسلمانان و مسیحیان به هم رسیدند؛ و در نهایت مسلمانان پیروز شدند.

## دوران خلافت علی بن ابی‌طالب
از جمله حضور فعال مسلم بن عقیل در دوران خلافت علی حضور او در جنگ صفین در سال ۳۷ هجری است. در این جنگ علی سپاه خود را به حسن، حسین، عبدالله جعفر و مسلم سپرد. از شرکت او در این جنگ و قرار گرفتن او در ردیف این سه تن مشخص می‌شود که سن او تقریباً برابر با آن‌ها بوده است که نامش در شمار سرداران سپاه علی ذکر شده است و همچنین در دوران حسن، مسلم در شمار همراهان او گفته شده است.

## حضور مسلم در کوفه

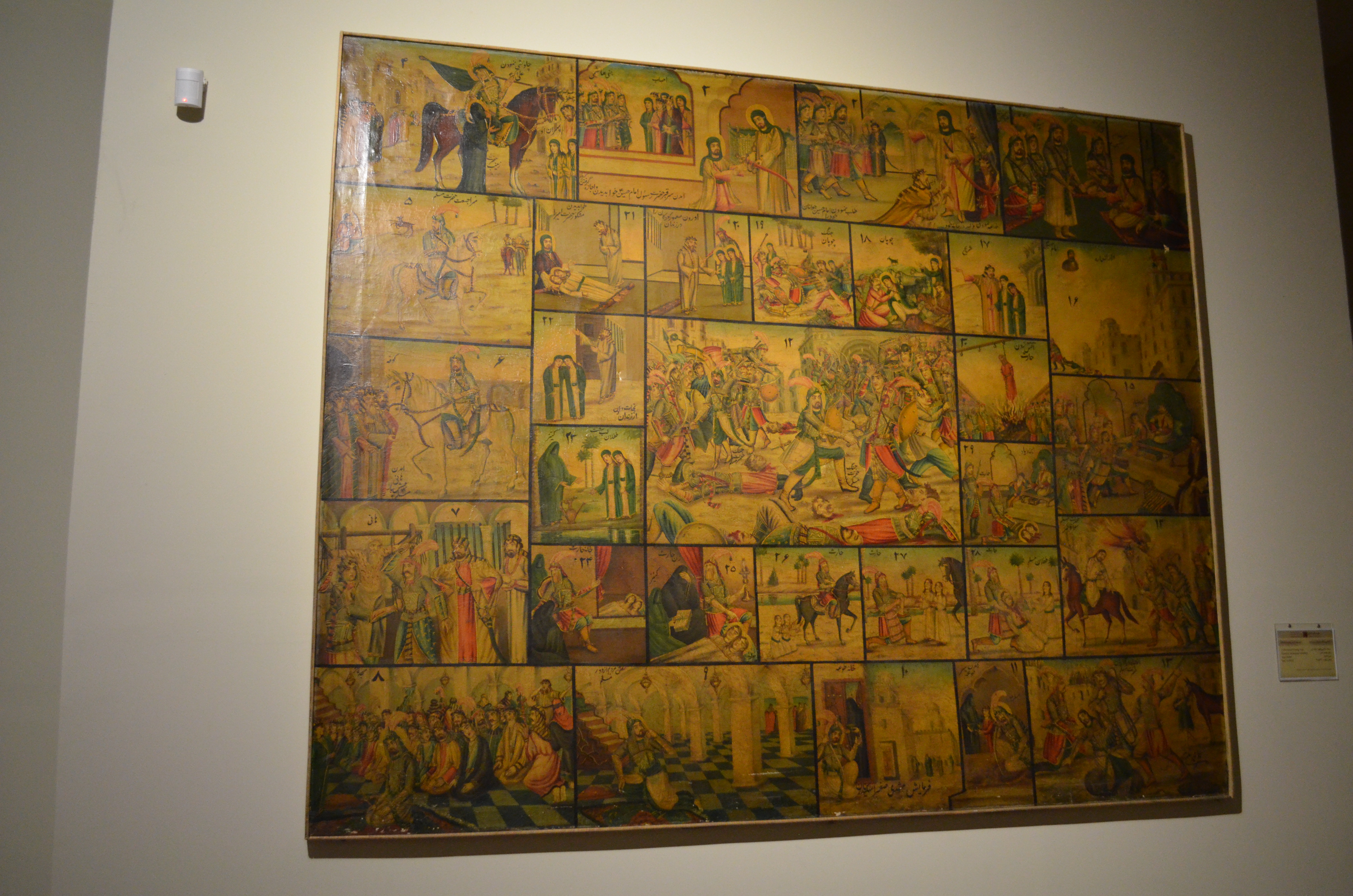
عزیمت مسلم از مدینه به کوفه، اثر محمد مدبر

مسلم در ۵ شوال سال ۶۰ هجری مخفیانه وارد کوفه شد. بعد از ورود به خانه مختار ثقفی رفت. شیعیان پس از مدتی نزد او آمدند و از وی استقبال کردند و با او بیعت کردند. مدت ۳۵ روز بعد از ورود مسلم حدود ۱۸ هزار نفر با او بیعت کردند تا این‌که حاکم کوفه برکنار و عبیدالله بن زیاد به جای او برگزیده‌شد. عبیدالله با تهدید مردم، سران قبایل را از اطراف مسلم پراکنده کرد. برخی از تاریخ‌پژوهان با تحلیل وقایعی که در ادامه حضور مسلم در کوفه روی داد تعداد واقعی بیعت‌کنندگان با مسلم بن عقیل را بسیار کمتر از آنچه در منابع نقل شده است دانسته‌اند.

## کشته شدن
بر اساس روایت منابع اسلامی، هنگامی که مسلم در تنهایی بود عبیدالله سپاهی را برای دستگیری او عازم کرد، این در حالی بود که مسلم در خانه زنی به نام طوعه پناهنده شده‌بود. مسلم با تمام توان به مبارزه با سربازان عبیدالله پرداخت و شجاعانه ایستادگی نمود ولی نهایتاً توسط سربازان عبید الله بن زیاد دستگیر شد. بعد از دستگیری او را نزد عبیدالله بردند و بعد از گفتگوی تند میان آن دو، عبیدالله دستور داد که او را بالای بام دارالاماره کوفه بردند تا شخصی که به دست او زخمی شده بود، او را گردن بزند.

## عوامل شکست قیام نماینده حسین در کوفه

### سخن‌چینی و جاسوسی امویان در کوفه
نعمان بن بشیر والی کوفه بود، هنگامی که خبر حضور مسلم در کوفه به گوش او رسید تصمیم گرفت برای آرام کردن اوضاع سخنرانی کند و مردم را از خشونت بازدارد. بعد از سخنرانی او برخی از هواخواهان بنی‌امیه یقین کردند که او فردی نیست که مسلم را سرکوب کند از این رو برخی از چهره‌های طرفدار بنی‌امیه و نیز جاسوسان اموی طی مکاتباتی این مسئله را به اطلاع حکومت مرکزی شام رساندند. آنان طی نامه‌هایی یزید را از بی‌کفایتی نعمان در سرکوب مخالفان آگاه ساختند. نخست عبدالله بن مسلم، نامه‌ای به یزید نوشت. پس از او عمر سعد و محمد بن اشعث نیز دست به قلم بردند و نامه‌هایی نوشتند.

### روی کار آمدن عبیدالله
بعد از رسیدن نامه به دست یزید وی از اخبار کوفه آگاه شد و هیچ اقدامی را بهتر از سرکوب سریع بیعت‌کنندگان با مسلم ندید. او برای این کار با مشاور خود سرژیوس مسیحی مشورت کرد و او نیز گفت که کسی جز عبیدالله شایسته این کار نیست. عبیدالله در این هنگام فرماندار بصره بود. یزید ضمن نامه‌ای، فرمانداری کوفه را نیز به او سپرد و نعمان را از ولایت کوفه برکنار کرد.

### به‌کارگیری شبکه جاسوسی پیشرفته
عبیدالله برای انجام مسئولیت اصلی خود، سرکوبیِ قیام مسلم بن عقیل که برای آن از بصره به کوفه آمده بود، عریفان کوفه را جمع کرد و با آن‌ها جلسه تشکیل داد. عریفان کار مأموران مخفی امنیت و اطلاعات امروز را انجام می‌دادند. هر عریف، مسئولیت اطلاعاتی و امنیتی افراد گروه خود را بر عهده داشت و باید تمام حرکات و رفتارهای آنان را تحت نظارت قرار می‌دادند و حرکت‌های مخالفت‌آمیز آنان با حاکمیت را گزارش می‌کردند. از جمله وظایف مهم دیگر عریفان تشویق مردم و بسیج آنان برای شرکت در جنگ‌ها بود.

### ایجاد رعب و وحشت
عبیدالله با در نظر گرفتن سیاست ایجاد رعب و وحشت فضای سنگینی را بر کوفه حاکم کرد. فشار سیاسی عبیدالله به مردم و نیز ساختار اجتماعی کوفه که مانع اتحاد و همبستگی مردمان کوفه می‌شد و روان‌شناسی کوفیان که آنان را مردمانی احساساتی و دنیاطلب معرفی می‌کند، اسباب شکست فرستاده حسین را فراهم کرد. در واقع پیش‌بینی حکومت مرکزی برای تغییر فرماندار کوفه تا حد زیادی درست از آب درآمده‌بود و در گام‌های نخست اوضاع را اندکی به نفع رژیم و طبق میل آن‌ها رقم زد.

## مراسم مسلمیه
آئین سنتی ایام مسلمیه هر سال در ایام کشته‌شدن مسلم بن عقیل در آرامگاه عبدالعظیم حسنی در شهر ری برگزار می‌شود. این مراسم مذهبی و سنتی قدمتی حدود ۱۰۰ سال دارد و از شبِ سالروز کشته‌شدن امام پنجم شیعیان تا روز کشته‌شدن مسلم بن عقیل در آرامگاه عبدالعظیم حسنی به مدت سه شب برپا می‌گردد.

## در کتاب و رسانه
کتاب سردار تنها نوشته مسلم ناصری در ۱۶۸ صفحه دوره قیام او را به شکلی داستانی بررسی می کند، از دیگر کتاب هایی که مسلم بن عقیل جزء شخصیت های آن به شمار می رود کتاب نامیرا نوشته صادق کرمیار می باشد، کتاب نخست توسط کانون پرورش فکری کودکان و نوجوانان و دومی در انتشارات نیستان به چاپ رسیده.
| بازیگر        | نوع اثر | نام اثر             | سال تولید |
| ------------- | ------- | ------------------- | --------- |
| محمد تقی نژاد | سریال   | روایت عشق           | ۱۳۶۴      |
| ؟؟؟؟          | سریال   | معصومیت از دست رفته | ۱۳۸۲      |
| امین زندگانی  | سریال   | مختارنامه           | ۱۳۸۱-۱۳۸۹ |
| علی عباسی     | سینمایی | رستاخیز             | ۱۳۹۲      |